# Běrunice
Běrunice (en allemand : Groß Bierowitz) est une commune du district de Nymburk, dans la région de Bohême-Centrale, en République tchèque. Sa population s'élevait à 835 habitants en 2020.

## Géographie
Běrunice se trouve à 10 km à l'ouest-nord-ouest de Chlumec nad Cidlinou, à 21 km à l'est de Nymburk et à 66 km à l'est-nord-est de Prague.
La commune est limitée par Městec Králové au nord-ouest, par Sloveč et Nový Bydžov au nord, par Lužec nad Cidlinou et Lišice à l'est, par Lovčice et Kněžičky au sud, et par Dlouhopolsko au sud-ouest.

## Histoire
La première mention écrite de la localité date de 1354.

## Administration
La commune se compose de cinq quartiers :
- Běrunice
- Běruničky
- Slibovice
- Velké Výkleky
- Vlkov nad Lesy

## Transports
Par la route, Běrunice se trouve à 11 km de Chlumec nad Cidlinou, à 28 km de Nymburk et à 75 km de Prague.